# Der Tagesspiegel
A Tagesspiegel berlini német napilap. 1945-ben alapították, a lap hétfőtől vasárnapig jelenik meg, eladott példányszáma 126 099 , és ezzel a Tagesspiegel a berlini előfizetői lapok sorában a harmadik helyen áll (a Berliner Zeitung és a Berliner Morgenpost után). Elsősorban a város nyugati felében olvassák, ellentétben a Berliner Zeitungal.

## Története
Az Erik Reger, Walther Karsch, Heinrich von Schweinichen és Edwin Redslob által alapított újság első kiadása 1945. szeptember 27-én jelent meg az amerikai katonai kormányzás engedélyével (Information Control Division). A lap eleinte Berlinben és Brandenburgban is elterjedt, mígnem 1948-ban Nyugat-Berlin szovjet blokádja az újság terjesztését Nyugat-Berlin területére korlátozta. A lap tulajdonosai évtizedekig F.K. Maier és Dannenberger voltak, 1992 után Georg von Holtzbrinck cégcsoport egyre több részvényt vásárolt meg. 2009. június 1-jén Dieter von Holtzbrinck új médiacéget alapított (Holtzbrinck Medien GmbH, rövidítve DvH Medien), amely végül teljes egészében felvásárolta a lapot. 2009 novemberében bejelentette a lap, hogy 2010 júliusától nem tart igényt a dpa hírügynökség szolgáltatásaira.